# Termas romanas de Riez
Las termas romanas de Riez son un conjunto de dos complejos termales de la época romana. Se encuentran en la orilla sur del Colostre, en la actual ciudad de Riez, en el departamento de Alpes de Alta Provenza. Sus restos fueron excavados en los años 1966 a 1972, pero desaparecieron durante las operaciones inmobiliarias, y ya apenas son visibles. 

## Historia del descubrimiento
El descubrimiento realizado en 1842 en la zona de la catedral por Benjamin Maillet de mampuestos cuadrados y praefurnia (sistemas de calefacción) no fue estudiado en profundidad en su momento porque la comisión encargada de evaluar su trabajo no lo consideró necesario. No se publicó, y el único rastro del descubrimiento son las notas manuscritas en el cuaderno de Maillet. Algunos trabajos arqueológicos realizados en 1936 por Jules Formigé en el mismo sector solo aportaron resultados modestos. Habrá que esperar a las excavaciones realizadas entre 1966 y 1972 por Guy Barruol para exhumar los restos de las termas de la catedral vislumbrados por Maillet, así como los de las termas orientales. Por último, las investigaciones dirigidas por Philippe Borgard (CNRS Centre Camille Jullian) desde 2003, combinan la explotación de los sondeos de las excavaciones anteriores con sondeos puntuales, y permiten reconstituir en parte la organización de los dos complejos termales. Menos de 200 m separan los dos complejos, situados a ambos lados del arroyo Valvachère, un pequeño afluente del Colostre.

## Termas de la catedral

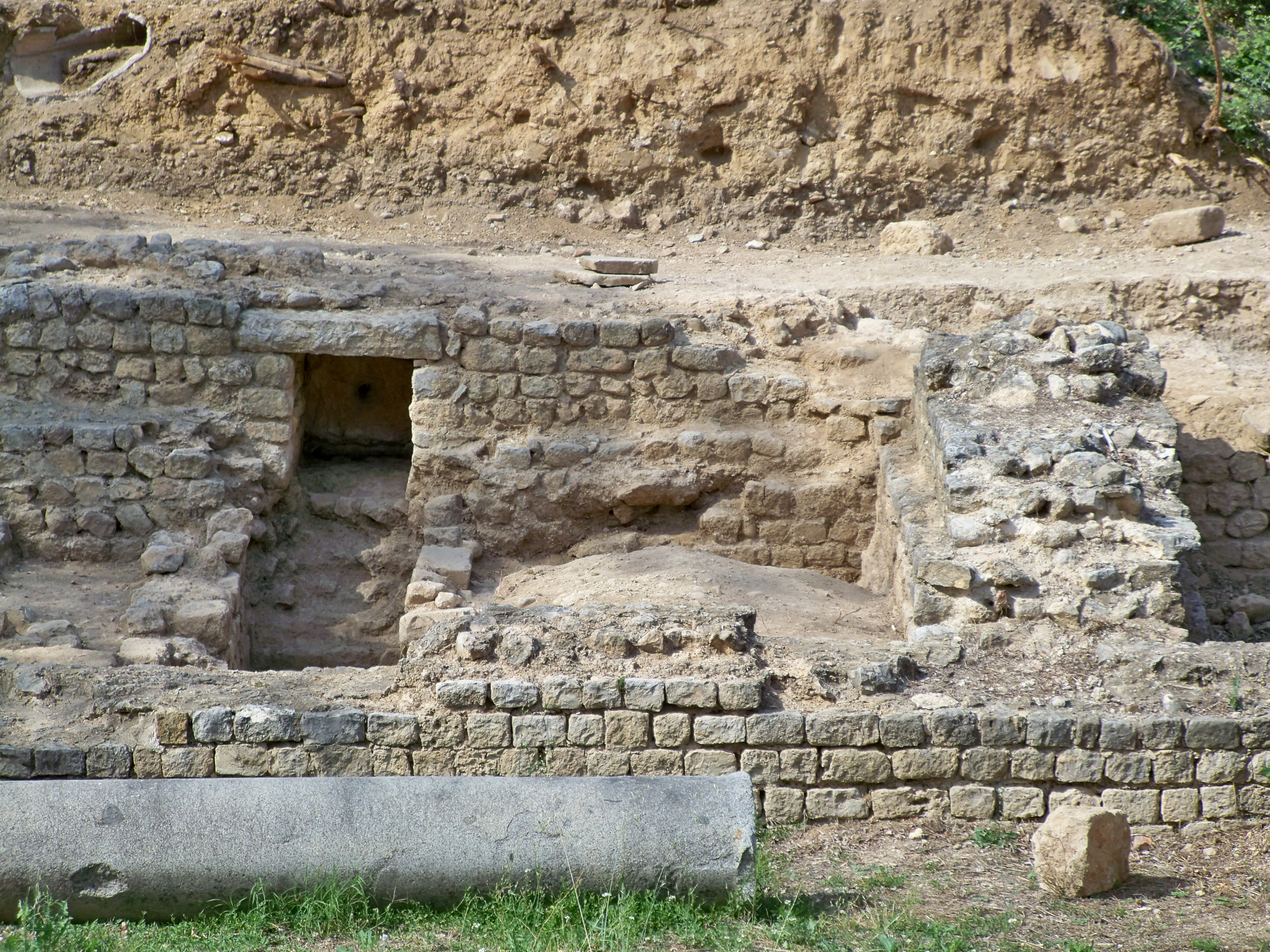
Excavación del baptisterio. Fragmento de columna y muro en el opus quadratum.

Descubierta en 1842, y excavada a partir de 1966 en el marco de un estudio de los restos de la catedral paleocristiana, que revela la implantación de esta sobre las subestructuras de las termas, niveladas a unos 25 cm para servir de cimientos a la catedral. Estas termas son lass que tienen una organización mejor restaurada. Se construyeron en una terraza artificial que sobresale del curso canalizado de la Valvachère. Esta terraza tiene 74 metros de largo y unos 30 metros de ancho. Un pórtico de 3,45 metros de ancho formaba la fachada de los baños a lo largo de la Valvachère. Detrás de este pórtico se pueden reconstruir tres alas distribuidas en forma de U alrededor de un patio: la gran sala del norte tiene 11,25 metros de ancho y no tiene muros intermedios, por lo que es un gimnasio. Su suelo es de hormigón de baldosas. El ala oeste está dividida en cuatro habitaciones, tres de las cuales disponen de un hipocausto (sistema de calefacción). El cuarto, el más septentrional, en la esquina noroeste, sirve de enlace entre el gimnasio y las tres salas con calefacción. Este es la sala fría, el frigidarium. Su fuerte mampostería sugiere que era una sala abovedada. En su extremo occidental hay una piscina. Las otras tres salas constituyen la parte caliente de las termas y deben interpretarse como el laconicum (la sala de vapor), al que se accede a través del tepidarium precedido por el apoditerio (guardarropa y vestíbulo del complejo termal). El ala solo está parcialmente excavada, lo que no permite reconstruir sus funciones. Solo se descubrió el principio de dos habitaciones.

## Termas del Este
En 1967 se llevó a cabo una única campaña de estudio en este sitio, en el lugar llamado Pré de Foire. Las termas fueron rápidamente excavadas, luego cubiertas y parcialmente destruidas durante la construcción del Colegio Maxime Javelly. Se excavaron parcialmente y se identificaron claramente dos salas rectangulares con paredes de 1,5 metros de grosor y suelo de mármol sobre un hipocausto: el caldarium, la más grande (8,9 metros por al menos 16,5 metros), y el tepidarium. Al sur, otra gran sala (10,75 metros por 13,6 metros) se identifica como un patio anexo a las termas. Al este de este patio, dos pequeñas habitaciones con montones de cenizas revelan la presencia de una sala de calderas. Entre el caldarium y el patio, una zanja, alcantarilla o canal, probablemente drenaba una letrina. Evidentemente, el frigidarium ha desaparecido y aún no se ha encontrado, quizás al norte de las dos salas descubiertas, pero las operaciones inmobiliarias de los años 1970 impidieron cualquier excavación.